# پاپی
پاپی  نام یکی از ایل‌های  قوم لر و از شعبه بالاگریوه  است. سکونتگاه این ایل در جنوب و شرق لرستان و خوزستان است. پراکندگی جمعیتی پاپی‌ها به گونه‌ای است که در جنوب و شرق استان لرستان و بخش‌هایی از شمال خوزستان ساکن هستند.در سایر استانها اعم از تهران، البرز، اراک همدان ، قزوین و... نیز ساکن هستند .

## نام و وجه تسمیه
دربارۀ نام‌ ایل‌ پاپی‌ اختلاف‌ نظر وجود دارد. برخی‌این‌نام‌رابرگرفته‌ازنام‌پاپادینار (پاپااینار=پاپاانار) می‌دانند ،برخی‌ دیگر آن‌ را مشتق‌ از نام «پاپی‌ مراد»، یكی‌ از اجداد پاپیها می‌دانند كه‌ به‌ همراه‌ شاهزاده‌ احمد (از نوادگان‌ امام‌ موسی‌ كاظم‌(ع‌)) به‌ لرستان‌ آمد،مطلعان‌ ایلی‌ پاپی‌ را به‌ معنای‌ تابع‌ و پیرو و خدمتگزار و از خادمان‌ شاهزاده‌ احمد دانسته‌اند،برخی‌ واژۀ پاپی‌ را در زبان‌ لری‌ برابر «پاپا» و به‌ معنی‌ جد و پدربزرگ‌ گرفته‌اند ،پاپی‌ مراد شخصیت‌ تاریخی‌ دارد و جد هفتم‌ و بنیان‌گذار ایل‌ پاپی‌ و متحدكنندۀ طایفه‌های‌ مختلف‌ پاپی‌ به‌ شمار می‌رود.
بنابراین‌، دست‌کم‌ واژة‌ پاپی‌ در اوایل‌ حکمرانی‌ قاجاریه‌ به‌ شماری‌ تیره‌ و طایفه‌های‌ کوچک‌ که‌ اغلب‌ منشأ متفاوتی‌ داشته‌اند و به‌ رهبری‌ پاپی‌مراد به‌ صورت‌ ایل‌ کوچکی‌ متحد شده‌ بودند، اطلاق‌ گردیده‌ است‌.

## زبان و گویش
زبان مردم ایل پاپی، لری بالاگریوه ای و لهجه مختص به ایل پاپی می‌باشد؛ که از خانواده زبان‌های ایرانی جنوب غربی و زیر شاخه‌ای از زبان لری شمالی است .

### اعتقادات و مذهب
تمام مردمان این ایل مسلمان و شیعه مذهب هستند  و اعتقادات ویژه‌ای نسبت امامزاده شاهزاده احمد از ذریه امام هفتم شیعیان دارند که بقعه متبرکه این امامزاده در بخش الوار گرمسیری شهرستان اندیمشک قرار دارد.

## قلمرو
سرزمین‌ پاپی‌ در شرق‌ لرستان‌ قرار گرفته‌ و از شمال‌ به‌ قلمرو ایل‌ سکوند، از شرق‌ به‌ رودخانة‌ دز (سِزار) و خاک‌ بختیاری‌، از غرب‌ به‌ قلمرو بهاروند و قلاوند و از جنوب‌ به‌ سرزمین‌ قلاوند محدود، و منطقه‌ای‌ بطورکامل کوهستانی‌ است‌. مهمترین‌ مناطق‌ پاپی‌ از شمال‌ به‌ جنوب‌ گِریت‌، کاشَرَف‌، سپیددشت‌، گازِه‌، طاف‌، کِشْوَر، سیرُم‌، و منطقة‌ مازو است‌. در تقسیمات‌ جدید بخشهایی‌ از منطقة‌ جنوبی‌ پاپی‌ جدا، و به‌ بخش‌ الوار گرمسیری‌ اضافه‌ شده‌ است‌. اکنون‌ پاپی‌ از بخشهای‌ تابع‌ خرّم‌آباد و مشتمل‌ بر شش‌ دهستان‌ و 306 ، 1 کیلومتر مربع‌ مساحت‌ است‌. 

## تاریخچه شکل گیری ایل
تا پیش‌ از دورة‌ قاجار نامی‌ از ایل‌ پاپی‌ به‌میان‌ نیامده‌ است‌؛ در این‌ دوره‌ پاپی‌مراد، بنیانگذار و جدّ هفتم‌ خوانین‌ پاپی‌، برای‌ اولین‌بار شماری‌ از تیره‌ها و طایفه‌های‌ این‌ منطقه‌ را متحد کرد و به‌ صورت‌ ایلی‌ واحد درآورد. پس‌ از پاپی‌مراد، ایل‌ پاپی‌ بین‌ فرزند و برادرزاده‌اش‌ تقسیم‌ شد.
براساس‌ قراردادی‌ در 1228 ایل‌ پاپی‌ بین‌ پاپی‌ یوسف‌خان‌، فرزند پاپی‌مراد، و پاپی‌باقرخان‌ برادرزاده‌اش‌ تقسیم‌ شد که‌ براساس‌ آن‌، کشوری‌، مَدهونی‌ (مدهُنی‌)، مالزیری‌، دُوزَقی‌ سهم‌ پاپی‌ یوسف‌خان‌ و یاقْوَن‌ (یعقوب‌وند)، گگ‌احمدی‌، درِشْوند، نُخُود سهم‌ پاپی‌باقرخان‌ شد. چهار طایفه‌ از این‌ طایفه‌های‌ هشتگانه‌ یعنی‌ کشوری‌، یعقوب‌وند، مدهنی‌ و دوزقی‌ در اصل‌ از پاپیها نبوده‌اند و تنها چهار گروه‌ دیگر معتقدند که‌ «پاپی‌» اصلی‌اند. نکتة‌ دیگر آن‌ که‌ در آن‌ زمان‌ بسیاری‌ از طایفه‌ها و تیره‌های‌ این‌ منطقه‌، چون‌ ادریسی‌ و کُرناسی‌ و لیریائی‌، مستقل‌ زندگی‌ می‌کرده‌اند. به‌ بیان‌ دیگر، شهروندان‌ این‌ منطقه‌ بتدریج‌ زیر سلطة‌ تیره‌ پاپی‌مراد درآمده‌ یا متفرق‌ گردیده‌اند.
با وجود معاهدة‌ یادشده‌، میان‌ احفاد پاپی‌یوسف‌خان‌ و پاپی‌ باقرخان‌ رقابت‌ درگرفت‌، تا اینکه‌ سرانجام‌ علی‌مراد نوة‌ یوسف‌خان‌ در شبیخونی‌ که‌ بر اسد (نوة‌ باقرخان‌) و دارودسته‌اش‌ زد آنها را قتل‌عام‌ کرد و بدینسان‌ ریاست‌ ایل‌ در دست‌ تبار پاپی‌مراد تثبیت‌ شد. در زمان‌ حسینقلی‌خان‌ (حسین‌قلی‌خو)، جانشین‌ علی‌مراد، ایل‌ پاپی‌ به‌ دو شعبة‌ مناصر (محمدناصر) به‌ رهبری‌ حسینقلی‌خان‌، و شعبة‌ هادی‌ به‌ رهبری‌ میرزا علی‌ تقسیم‌ شد که‌ شعبة‌ اول‌ نام‌ خود را از مناصر جدّ حسینقلی‌خان‌ و شعبة‌ دوم‌ نام‌ خود را از هادی‌ جدّ بزرگ‌ میرزاعلی‌ اقتباس‌ کرده‌ بود .

### دستور یکجانشینی
پس‌ از استقرار دولت‌ در لرستان‌ در حدود 1308 ش‌، ایل‌ پاپی‌ همانند دیگر ایل‌های‌ لرستان‌ به‌دستور دولت‌ یکجانشین‌ شد، اما سران‌ ایل‌ به‌عنوان‌ رابط‌ بین‌ دولت‌ و ایل‌ موقعیت‌ خود را حفظ‌ کردند. محدودة‌ ایل‌ پاپی‌ درزمان‌ حکمرانی‌ پهلوی‌ گسترش‌ یافت‌، چنانکه‌ حسینقلی‌خان‌ با پشتیبانی‌ دولت‌ و سایر طایفه‌های منطقه‌ی طاف‌، که‌ در گذشته متعلق‌ به‌ طافیها (شعبه‌ای‌ از دیرکوند) بود، به‌ خان‌های پاپی‌ فروخته‌ شد. 
افزون‌ بر این‌، خوانین‌ پاپی‌ یعنی‌ حاج‌ احمدخان‌ و حاج‌ صید محمدخان‌ فرزند میرزا علی‌ (شعبة‌ هادی‌) با پشتیبانی‌ یکی‌ از ملاکین‌ با نفوذ دزفول‌ به‌نام‌ قطب‌، در منطقة‌ تَنگوان‌ که‌ متعلق‌ به‌ ایل‌ قلاوند (شعبه‌ای‌ از دیرکوند) بود مستقر شدند. این‌ رویداد به‌هنگام‌ احداث‌ سدّ دز در دهة‌ 1330 ش‌ اتفاق‌ افتاد. هر چند قطب‌ به‌ وسیلة‌ محمدعلی‌خانِ بزرگی‌ از خوانین‌ قلاوند به‌ قتل‌ رسید، با این‌ حال‌ خوانین‌ پاپی‌ با پشتیبانی‌ دولت‌ در تنگوان‌ ماندگار، و افراد ایل‌ در تأسیسات‌ سدّ به‌ مشاغل‌ گوناگون‌ هرچند در رده‌های‌ پایین‌ گمارده‌ شدند.

### اصلاحات‌ ارضی‌
پس‌ از اصلاحات‌ ارضی‌، مالکیت‌ سنّتی‌ و ساختار سیاسی‌ سنّتی‌ ایل‌ دگرگون‌ شد. اکنون‌ خوانین‌ امتیازات‌ گذشته‌ را از دست‌ داده‌ و بسیاری‌ از آنها منطقه‌ را ترک‌ کرده‌اند. اقتصاد سنّتی‌ ایل‌ پاپی‌ نیز دچار دگرگونی‌ گردیده‌ است‌، زیرا بسیاری‌ از آنها به‌ شهر خرّم‌آباد (در منطقة‌ ییلاقی‌) و اندیمشک‌ (منطقة‌ گرمسیری‌) مهاجرت‌ کرده‌اند و به‌ مشاغل‌ غیرسنّتی‌ اشتغال‌ ورزیده‌اند.
طرح‌ آبخیزداری‌ در ارتباط‌ با سدّ دز که‌ در منطقة‌ وسیعی‌ از سرزمین‌ پاپیها به‌ مرحلة‌ اجرا درآمد، مانع‌ فعالیتهای‌ سنتّی‌ خانوارهایی‌ شد که‌ در امتداد رودخانة‌ دز زندگی‌ می‌کردند. در نتیجه‌، این‌ خانوارها در طول‌ دهة‌ 1350 ش‌ منطقه‌ را ترک‌ کردند. افزون‌ بر این‌، به‌ سبب‌ کوهستانی‌ بودن‌ سرزمین‌ایل‌ پاپی‌، اراضی‌ قابل‌ کشاورزی‌ آن‌ بسیار اندک‌ است‌. بدین‌جهت‌ در بین‌ سالهای‌ 1350 تا 1360 ش‌ پاپیها دیار خود را ترک‌ کرده‌، راهی‌ شهرها شدند.

## تقسیمات‌ سنّتی‌ ایل‌ پاپی‌
همانند سایر ایل‌های‌ لرستان‌، به‌ دو قسمت‌ خوانین‌ و هُمساها (رعیتها و وابستگان‌) تقسیم‌ می‌شد. خوانین‌ از طایفة‌ پاپی‌مراد بودند که‌ هستة‌ اصلی‌ ایل‌ پاپی‌ را تشکیل‌ می‌داد و حکومت‌، تمامی‌ طایفه‌ها و تیره‌های‌ ایل‌ را در دست‌ داشت‌. این‌ طایفه‌ به‌ دو شاخه اصلی‌ مناصر و هادی‌ تقسیم‌ می‌شد که‌ تیرة‌ هادی‌ شامل‌ دو زیر تیرة‌ مَجافری‌ (محمد جعفری‌) و مصادقی‌ (محمدصادقی‌) بود. تیرة‌ مناصر نیز از سه‌ زیر تیرة‌ علی‌مراد، زهره‌ (این‌ گروه‌ به‌ اسم‌ مادرشان‌ نامگذاری‌ شده‌اند) و حیدرخانی‌ تشکیل‌ می‌شد. دو تیرة‌ کوچک‌ دیگر یعنی‌ نصیری‌ و مهدی‌خانی‌ نیز از طایفة‌ مراد محسوب‌ می‌شوند. همساها که‌ اکثریت‌ جمعیت‌ ایل‌ پاپی‌ را تشکیل‌ می‌دادند، شامل‌ طایفه‌های‌ و تیره‌های‌ گوناگونی‌ بودند که‌ منشأ واحدی‌ نداشتند.
به‌طوراساسی همساها به‌ دو گروه‌ پاپی‌ و غیرپاپی‌ تقسیم‌ می‌شوند که‌ در این‌ میان‌، غیرپاپیها بیشترین‌ جمعیت‌ را دارند. گروه‌ اول‌، که‌ خود را منتسب‌ به‌ پاپاانار می‌داند، از چند تیره‌ و طایفة‌ کم‌قدرت‌ چون‌ درش‌وند، نخود، مالزیری‌، مُلا، بَگَری‌ و گَیَمَدی‌وند تشکیل‌ شده‌ است‌. گروه‌ دوم‌ یعنی‌ غیرپاپیها از چند طایفة‌ بزرگ‌ و قدرتمند چون‌ یاقْوَن‌، گَراوند، مدهنی‌، لیریائی‌ (در گذشته ایل‌ مستقلی‌ بوده‌ است‌)، دوزقی‌، کشوری‌، و تیره‌هایی‌ چون‌ سادات‌، بک‌بک‌، سیرُمی‌، لَلَری‌، تووِه‌ای‌، تشکیل‌ شده‌ است‌ .اکنون‌ تقسیمات‌ سنّتی‌ و ساختار سیاسی‌ ایل‌ دگرگون‌ گردیده‌ است‌ و تیره‌ها و طایفه‌ها، هریک‌ به‌صورت‌ واحد مستقلی‌ درآمده‌اند.

## قشربندی‌ اجتماعی
تا پیش‌ از قانون‌ اصلاحات‌ ارضی‌ (۱۳۴۰-۱۳۴۲ش‌) دو قشر «هُمسا» (= همسایه‌: رعیت‌ یا ایلیاتی‌) و «خان‌» در ایل‌ پاپی‌ وجود داشت‌، خانها مالك‌ زمینها بودند و رعیتها جزئی‌ از ابواب‌ جمعی‌ آنها به‌ شمار می‌رفتند و به‌ اشكال‌ مختلف‌ برای‌ خانها خدمت‌ می‌كردند. خان‌ با دادن‌ سهمی‌ از محصول‌ زمین‌ به‌ رعیتهای‌ زارع‌ یا اعطای‌ نام‌ خانوادگی‌ خود به‌ رعایا، آنها را همچون‌ نیرویی‌ برای‌ دفاع‌ از منافع‌ خود به‌ كار می‌گرفت‌، میان‌ اعضای‌ خانوادۀ خانها و رعیتها ازدواج‌ رخ‌ نمی‌داد و اعمال‌ قدرت‌ خانها اغلب‌ همراه‌ با تحقیر رعیتها بود .
خانها ریاست‌ ایل‌ را بر عهده‌ داشتند و هر طایفه‌ از ایل‌ برای‌ خود چند رهبر به‌ نام‌ توشمال‌ و كدخدا داشت‌ كه‌ به‌ صورت‌ شورایی‌ امور طایفه‌ را می‌گرداندند . اتخاذ و اجرای‌ هر تصمیمی‌ در طایفه‌ها باحضور و مشورت‌ رؤسا صورت‌ می‌گرفته‌ است‌. به‌ همین‌ سبب‌ خانهای‌ ایل‌ پاپی‌ هرگز قدرت‌ مطلق‌ نداشتند و برای‌ تصمیم‌گیریهای‌ مهم‌ دربارۀ ایل‌ شورایی‌ از توشمالها و كدخدایان‌ تشكیل‌ می‌شد. راولینسن‌ (همانجا) وجود این‌ نوع‌ ریاست‌ شورایی‌ در طایفه‌های‌ پیشكوه‌ را در دیگر جامعه‌های‌ ایلی‌ آسیایی‌ نادر می‌داند و آن‌ را نوعی‌ نظام‌ جمهوری‌ به‌ شمار می‌آورد و نه‌ نظام‌ فئودالی‌ بزرگ‌ مالكی‌ .

## جمعیت
سرشماری‌ ۱۳۶۶ ش‌ جمعیت‌ كوچندۀ ایل‌ پاپی‌ را ۱۷۳‘۱ خانوار و ۴۶۹‘۸ نفر و آخرین‌ سرشماری‌ در ۱۳۷۷ش‌ شمار كوچندگان‌ را ۸۲۳ خانوار و ۹۱۴‘۵ نفر آورده‌ است‌ .از آنجایی‌ که‌ در سالهای‌ اخیر بسیاری‌ از پاپیها به‌ شهرها مهاجرت‌ کرده‌اند و تاکنون‌ کسی‌ آماری‌ جداگانه‌ از آنها تهیه‌ نکرده‌ است‌، هرگونه‌ رقمی‌ براساس‌ حدس‌ و گمان‌ خواهد بود.